# Robert Olen Butler
Robert Olen Butler (Granite City, 20 gennaio 1945) è uno scrittore statunitense vincitore del Premio Pulitzer per la narrativa nel 1993 per la raccolta di racconti I cento figli del drago.

## Biografia
Robert Olen Butler è nato il 20 gennaio 1945 a Granite City, nell'Illinois.
Dopo gli studi alla Northwestern University e all'Università dell'Iowa, Butler, arruolatosi nell'esercito nel 1969, viene impiegato come agente speciale dell'intelligence e traduttore durante la guerra del Vietnam.
Autore molto prolifico, dopo il suo esordio nel 1981 con The Alleys of Eden (respinto da più di venti editori), ha scritto altri 11 romanzi e 6 raccolte di Short Stories tra cui I cento figli del drago, premio Pulitzer nel 1993.

## Opere

### Romanzi
- The Alleys of Eden (1981)
- Sun Dogs (1982)
- Countrymen of Bones (1983)
- On Distant Ground (1985)
- Wabash (1987)
- The Deuce (1989)
- They Whisper (1994)
- The Deep Green Sea (1997)
- Mr. Spaceman (2000)
- Fair Warning (2002)
- Hell (2009)
- A Small Hotel (2011)
- The Hot Country (2012)
- The Star of Istanbul (2013)
- The Empire of Night (2014)
- Perfume River: A Novel (2016)

### Racconti
- I cento figli del drago (A Good Scent from a Strange Mountain) (1992), Torino, Instar libri, 1995  ISBN 88-461-0008-5 - nuova ed. Roma, Nutrimenti, 2009 ISBN 978-88-95842-40-0
- Tabloid Dreams (1996)
- Had a Good Time: Stories from American Postcards (2004)
- Severance (2006)
- Intercourse (2008)
- Weegee Stories (2010)

### Saggistica
- From Where You Dream: The Process of Writing Fiction (2005)

### Antologie
- The Best American Short Stories 1991 (1991)
- The Best American Short Stories 1992 (1992)
- The Best American Short Stories 1994 (1994)